# Król arcychrześcijański
Król arcychrześcijański (łac. rex christanissimus, fr. roi très chrétien) – honorowy tytuł królów francuskich.
Legendy mówią, że tytuł króla arcychrześcijańskiego nadał papież już Merowingom w V w. - miał on odróżniać władców katolickich od innych, wyznających arianizm władców galijskich. W rzeczywistości jednak papieże nadawali go królom francuskim dopiero od drugiej połowy XII wieku - był on dowodem wdzięczności za poparcie, jakie królowie francuscy okazali papiestwu w walce z cesarstwem.   
Od XV wieku tytuł króla arcychrześcijańskiego stał się tytułem dziedzicznym i zastrzeżonym dla królów francuskich. Od XV do XVIII wieku był stosowany bardzo szeroko, pojawiając się w wielu dokumentach francuskich i obcych.
Z tytułem króla arcychrześcijańskiego nie wiązały się żadne honorowe obowiązki i przywileje.